# Paratrechina terricola
Paratrechina terricola är en myrart som först beskrevs av Buckley 1866.  Paratrechina terricola ingår i släktet Paratrechina och familjen myror. Inga underarter finns listade i Catalogue of Life.

## Bildgalleri

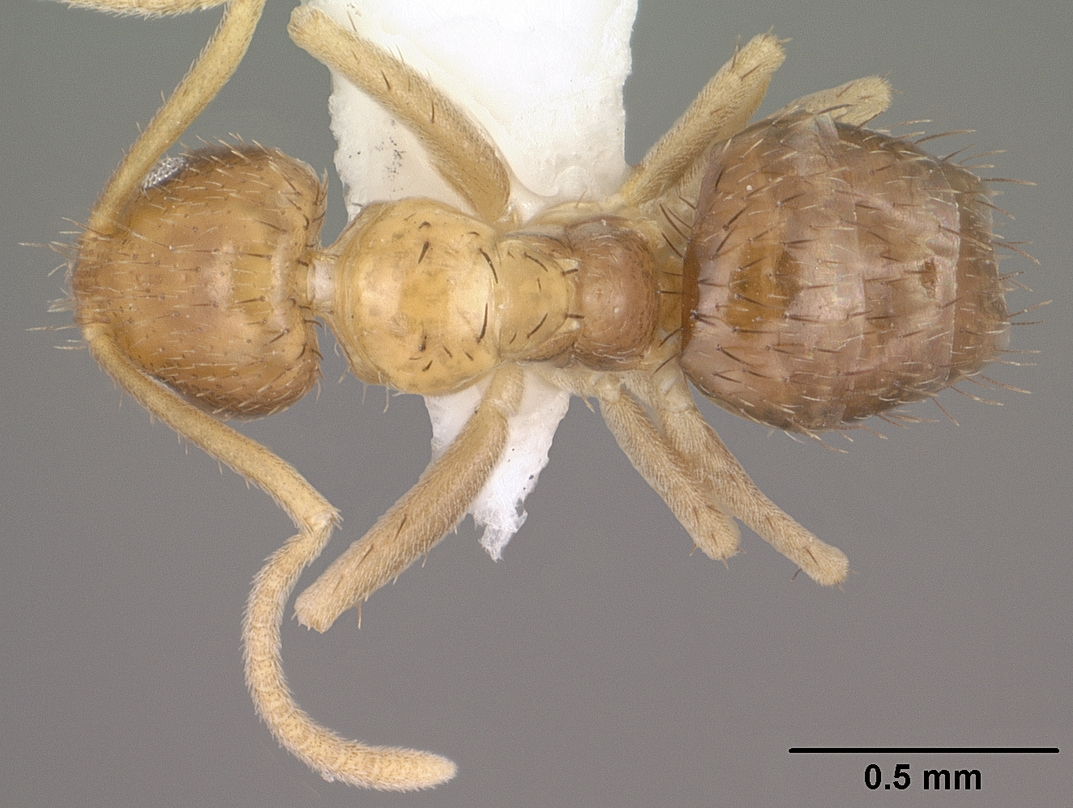
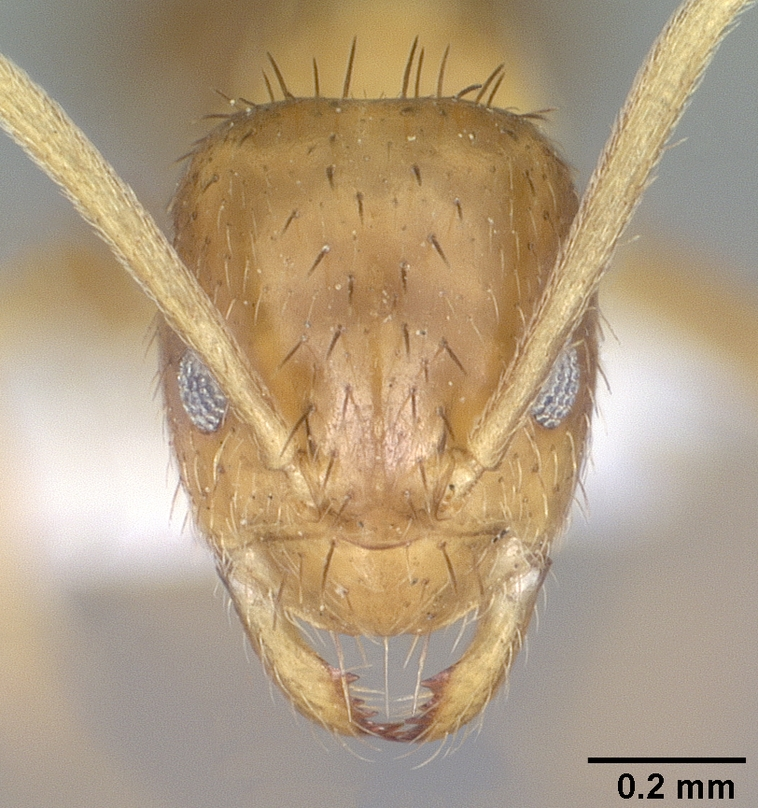
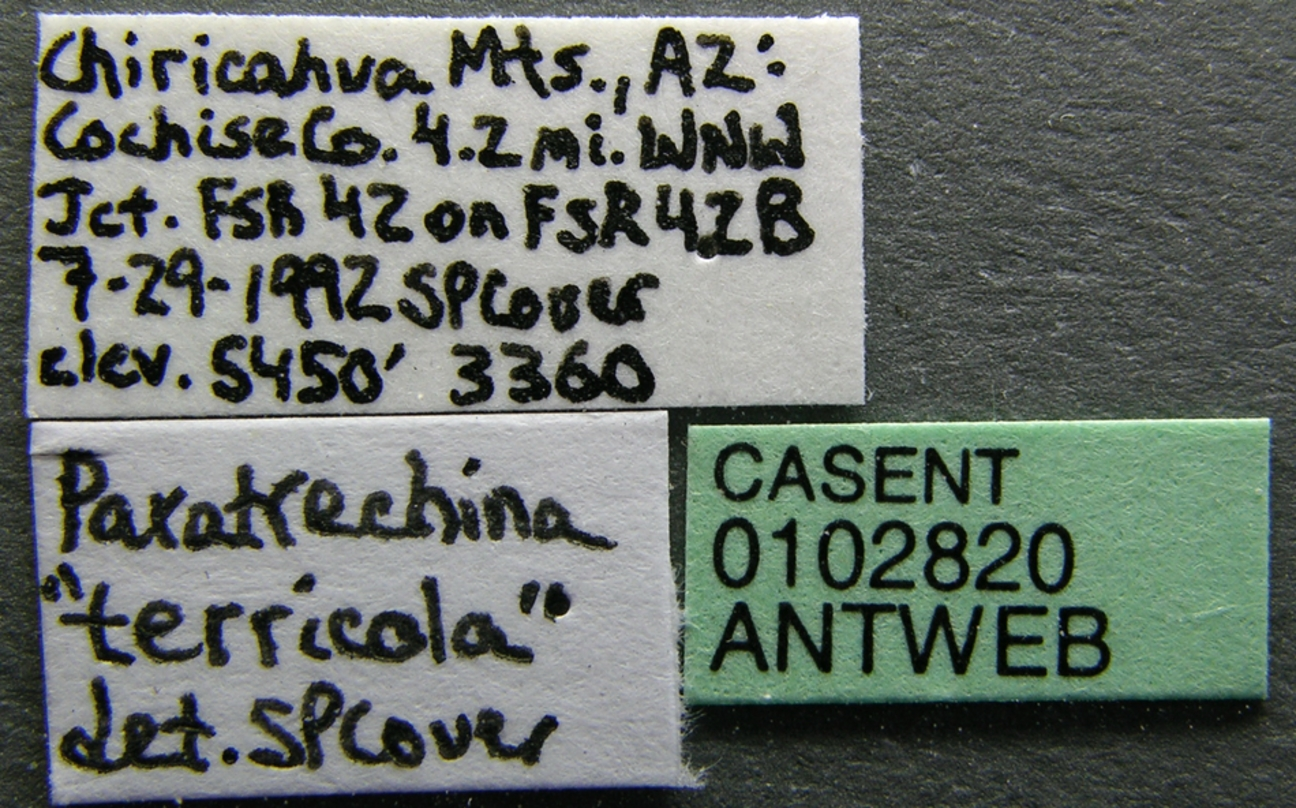
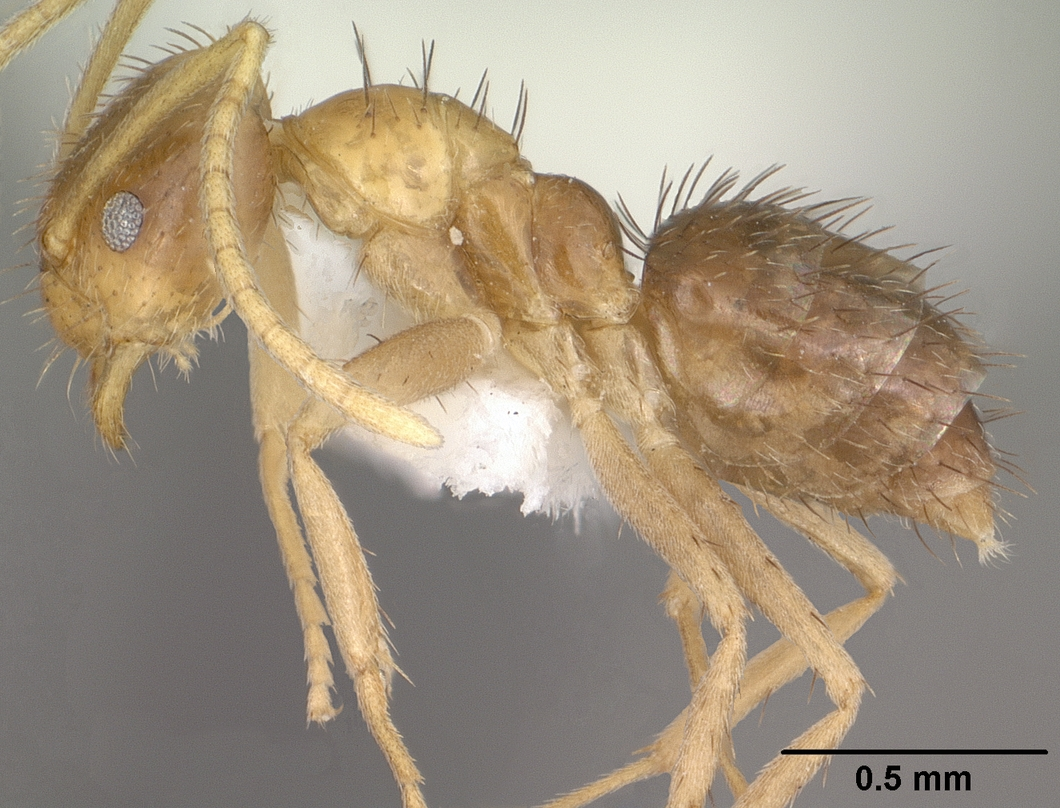